# سحيم معين
سحيم معين (الاسم العلمي:Sehima notatum) هو نوع من النباتات يتبع جنس السحيم من الفصيلة النجيلية.